# Berliet HH

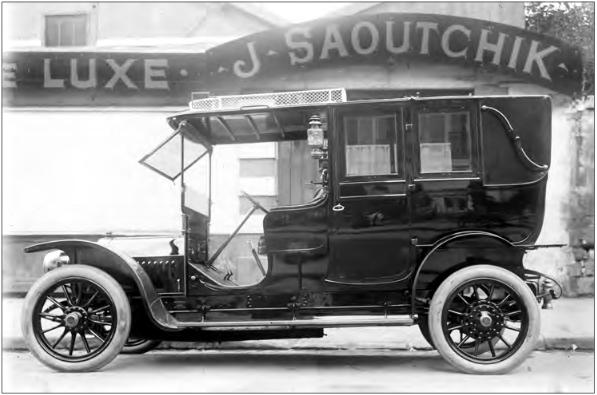
Berliet von 1907 mit Kardanantrieb, 22-CV-Motorisierung und Karosserie von Saoutchik.

Der Berliet HH war ein nur als Chassis erhältliches PKW-Modell des Automobilherstellers Berliet in Lyon aus dem Jahre 1907.

## Geschichte und Technik
Das Fahrzeug erhielt seine allgemeine Betriebserlaubnis durch den örtlich und sachlich zuständigen Inspecteur des Mines im Juli 1907. Es war wie sein Vorgänger, der H modifié, in vier Motorvarianten lieferbar.
Das Getriebe hatte vier Vorwärtsgänge und einen Rückwärtsgang.
Der Antrieb erfolgte über Ketten auf die Hinterachse, die beiden kleineren Modelle hatten bereits Kardanantrieb. Die Fußbremse wirkte per Seilzug auf die Hinterräder. Das Fahrzeug hatte Rechtslenkung.

## Varianten
Es gab vom Berliet HH vier Varianten, deren technische Daten der folgenden Übersicht entnommen werden können. Leider gibt es bislang keine Publikation, die alle bei Berliet gebauten Typen mit ihren Varianten abhandelt. Die technischen Daten wurden daher im Wesentlichen den Anträgen der Firma Berliet auf Erteilung einer allgemeinen Betriebserlaubnis an die zuständige Behörde (Ingenieur des mines) entnommen. Diese Anträge sind alle erhalten und in der Fondation Berliet in Lyon einsehbar und durchnummeriert.
| Typ | Zyl. | Bohrg. | Hub | Hubr. | /min | CV    | CV      | Bem.,  | andere        |
|     | Zahl | mm     | mm  | cm³   | max  | fisc. | reelles | Quelle | Bezeichnung   |
| --- | ---- | ------ | --- | ----- | ---- | ----- | ------- | ------ | ------------- |
| HH  | 4    | 80     | 120 | 2413  | 900  | 12    | 14      | Kardan | Berliet 14 CV |
| HH  | 4    | 100    | 120 | 3770  | 900  | 16    | 22      | Kardan | Berliet 22 CV |
| HH  | 4    | 120    | 140 | 6333  | 800  | 24    | 40      | Kette  | Berliet 40 CV |
| HH  | 4    | 140    | 140 | 8621  | 800  | 35    | 60      | Kette  | Berliet 60 CV |